# Сергеј Бондарчук
Сергеј Фјодорович Бондарчук (рус. Сергей Фёдорович Бондарчук, укр. Сергій Федорович Бондарчук; Билозерка, 25. септембар 1920 — Москва, 20. октобар 1994) је био совјетски режисер, сценариста и глумац.

## Биографија
Бондарчук је рођен у селу Билозерка близу Херсона. Детињство је провео у градовима Јејск и Таганрог, где је завршио школу. Његова прва улога је била у Таганрошком позоришту 1937. Студије је наставио у глумачкој школи у Ростову на Дону (1938—1942). Након студија био је регрутован у Црвену армију, а из војске је пуштен 1946.
У својој 32. години је постао најмлађи совјетски глумац који је икада добио највише одликовање Народног уметника Совјетског Савеза. Године 1955. глумио је са будућом супругом Ирином Скобцевом у Отелу, са којом се венчао 4 године касније. Претходно је био у браку са Ином Макаровом, мајком његове старије кћерке Наталије.
Бондарчук је славу на западу стекао филмом Рат и мир по роману Лава Толстоја, који је у оригиналној верзији трајао више од 10 сати и било је потребно седам година да се филм заврши. Филм, у ком је Бондарчук био и редитељ и тумач лика Пјера Безухова, освојио је Оскара за најбољи страни филм. Годину дана касније, глумио је Ивана Мартина у југословенском филму Битка на Неретви.
Његов први филм на енглеском језику је био Ватерло из 1970, који је продуцирао Дино Де Лаурентис. Филм је био упамћен по по епским сценама борбе, али није успео да привуче публику. Бондарчук је исте године постао члан КПСС, а следеће године је изабран за председника Савеза кинематографа. Бондарчук је наставио каријеру уз више политички оријентисане филмове. Пре него што је смењен са места председника Савеза кинематографа, снимио је филм Борис Годунов.
Његов последњи филм, други по реду на енглеском језику, је била адаптација романа Михаила Шолохова Тихи Дон, са Рупертом Еверетом у главној улози. Филм је био смиљен током 1992. и 1993, али је премијеру имао тек новембра 2006., због несугласица са ко-продуцентским италијанским студијем због неповољних услова у уговору за филм, па су филмске траке остале закључане у сефу, чак и након смрти Бондарчука услед срчаног удара.
Сергеј Бондарчук је сахрањен у Москви. Његова кћерка Наталија је глумила главну женску улогу у филму Соларис Андреја Тарковског, док је његов син Фјодор Бондарчук (играо је заједно са оцем у Борису Годунову) популаран руски глумац и режисер познат по свом филму 9. чета. Јуна 2007. бивша супруга Ина Макарова је открила бронзану статуу Сегеја Бондарчука у његовом родном Јејску.

## Филмографија
| Улоге Сергеја Бондарчука |                                |                           |                                        |                                           |
| Година                   | Српски назив                   | Изворни назив             | Улога                                  | Напомена                                  |
| 1948.                    | Млада гарда                    | Молодая гвардия           | Андреј Андрејевич Ваљко                |                                           |
| 1948.                    | Мичурин                        | Мичурин                   | Уралац                                 | ненаведен                                 |
| 1948.                    | Пут славе                      | Путь славы                | Секретар горкома                       |                                           |
| 1950.                    | Кавалир златне звезде          | Кавалер Золотой Звезды    | Сергеј Тимофејевич Тутаринов           |                                           |
| 1951.                    | Тарас Шевченко                 | Тарас Шевченко            | Тарас Шевченко                         |                                           |
| 1953.                    | Адмирал Ушаков                 | Адмирал Ушаков            | Тихон Прокофјев                        |                                           |
| 1953.                    | Бродови јуришају на бастионе   | Корабли штурмуют бастионы | Тихон Прокофјев                        |                                           |
| 1954.                    | Не смемо заборавити на ово     | Об этом забывать нельзя   | писац Александар Јаковљевич Гармаш     |                                           |
| 1955.                    | Недовршена прича               | Неоконченная повесть      | инжењер Јуриј Сергејевич Ершов         |                                           |
| 1955.                    | Отело                          | Отелло                    | Отело                                  |                                           |
| 1955.                    | Скакавац                       | Попрыгунья                | др Осип Степанович Димов               |                                           |
| 1956.                    | Иван Франко                    | Иван Франко               | Иван Франко                            |                                           |
| 1957.                    | Двоје из истог блока           | Двое из одного квартала   | Азис                                   |                                           |
| 1957.                    | Странице приче                 | Страницы рассказа         | Андреј Соколов                         | краткометражни                            |
| 1958.                    | Војници марширају...           | Шли солдаты...            | Матвеј Крилов                          |                                           |
| 1959.                    | Човекова судбина               | Судьба человека           | Андреј Соколов                         |                                           |
| 1960.                    | Серјожа                        | Серёжа                    | директор Дмитриј Корнејевич Коростељов |                                           |
| 1960.                    | Била је ноћ у Риму             | Era notte a Roma          | наредник Фјодор Назуков                | италијански                               |
| 1967.                    | Рат и мир                      | Война и мир               | Пјер Безухов                           | добитник Оскара за филм на страном језику |
| 1969.                    | Златна капија                  | Золотые ворота            |                                        | глас у позадини                           |
| 1969.                    | Битка на Неретви               |                           | Мартин                                 |                                           |
| 1970.                    | Ујка Вања                      | Дядя Ваня                 | др Михаил Љвович Астров                |                                           |
| 1973.                    | Ћутање доктора Ивенса          | Молчание доктора Ивенса   | Мартин Ивенс                           |                                           |
| 1974.                    | Тако високе планине            | Такие высокие горы        | учитељ Иван Николајевич Степанов       |                                           |
| 1974.                    | Избор циља                     | Выбор цели                | Игор Курчатов                          |                                           |
| 1976.                    | Борили су се за своју домовину | Они сражались за Родину   | редов Иван Звјагинцев                  |                                           |
| 1976.                    | Врхови Зеленгоре               |                           | професор                               | југословенски                             |
| 1977.                    | Ернст Шнелер                   | Ernst Schneller           | генерал                                | источнонемачки                            |
| 1978.                    | Степа                          | Степь                     | Јемељан                                |                                           |
| 1978.                    | Сезона плиша                   | Бархатный сезон           | Ричард Бредвери                        |                                           |
| 1978.                    | Отац Сергеј                    | Отец Сергий               | Степан Касатскиј / о. Сергиј           |                                           |
| 1979.                    | Узлет                          | Взлёт                     |                                        |                                           |
| 1979.                    | Професија — филмски глумац     | Профессия — киноактёр     |                                        | документарни                              |
| 1980.                    | Обад (филм)                    | Овод                      | кардинал Лоренцо Монтанели             |                                           |
| 1983.                    | Породица Карастојанови         | Семейство Карастоянови    |                                        | СССР / Бугарска                           |
| 1986.                    | Борис Годунов                  | Борис Годунов             | Борис Годунов                          |                                           |
| 1987.                    | Инцидент на аеродрому          | Случай в аэропорту        | генерал Токаренко                      |                                           |
| 1990.                    | Битка три краља                | Битва трёх королей        | султан Селим II                        |                                           |
| 1992.                    | Грмљавина над Русијом          | Гроза над Русью           | бојар Дружина Морозов                  |                                           |
| 2006.                    | Тихи Дон                       | Тихий Дон                 | атаман Петар Краснов                   |                                           |